# 아울타워

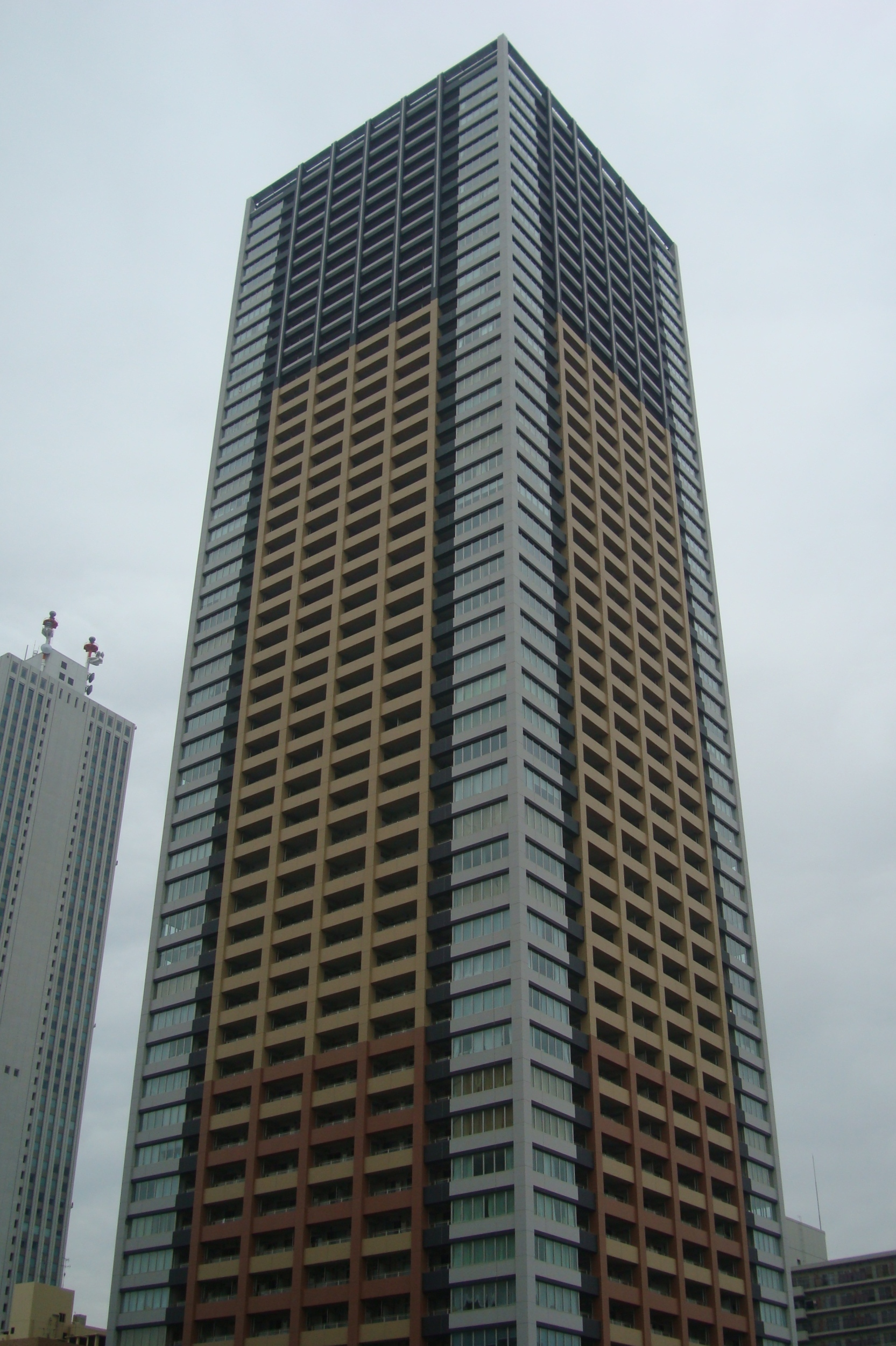
아울타워

아울타워(일본어: アウルタワー, 영어: Owl Tower)는 일본 도쿄도 도시마 특별구에 있는 주거용 건물이다. 2011년 1월에 완공된 이 건물의 높이는 189.2m(621피트)이고 최상층은 182.8m(600피트)이다. 도쿄도에서 38번째로 높은 빌딩이자 일본에서는 55번째로 높은 빌딩이다.

## 같이 보기
- 도쿄도의 마천루 목록